# Bahía de Akrotiri
La bahía de Akrotiri (en griego: Κόλπος Ακρωτηρίου; en turco: Limasol Körfezi) es una parte del mar Mediterráneo al este de la península de Akrotiri, en la costa sur de la isla de Chipre. El extremo suroccidental de la bahía está ocupado por la denominada Base Soberana Occidental de Akrotiri, una de las dos bases soberanas que el Reino Unido conserva en territorio chipriota con el estatuto de territorio británico de ultramar. La ciudad de Limasol también se encuentra en la bahía. El extremo sur de la bahía está delimitada por el cabo Gata.